# Конькове
Конькове́ (також Конько́ве) — село в Україні, у Бойківській громаді Кальміуського району Донецької області. Населення — 671 особа.

## Загальні відомості
Розташоване на правому березі р. Грузький Яланчик. Відстань до Бойківського становить близько 16 км і проходить переважно автошляхом Т 0508. Село розташоване на межі з Некліновським районом Ростовської області Російської Федерації.
Перебуває на території, яка тимчасово окупована російськими терористичними військами.

## Історія
Село засноване у 1798 році.
З кінця 1934 року село входило до складу новоутвореного Остгеймського району, який 1935 року перейменували у Тельманівський на честь лідера німецьких комуністів Ернста Тельмана.
2 вересня 1943 року впродовж німецько-радянської війни у Коньковому відбувся танковий бій, унаслідок якого загинуло близько 130 радянських воїнів. На честь загиблих, що брали участь у визволенні села, встановлено пам'ятний обеліск.
Наприкінці 1960-х років у селі проживала 1191 особа. Тоді ж тут знаходилася центральна садиба колгоспу імені Свердлова із загальною площею орної землі 3736 га. Вирощувалився переважно зернові культури, було розвинуте тваринництво. У Коньковому діяли восьмирічна школа, палац культури на 500 місць, бібліотека, дві побутові майстерні, їдальня та сільський радіовузол.
У 2016 році в рамках декомунізації в Україні Тельманівський район, до складу якого входило село Конькове, перейменовано рішенням Верховної Ради України у Бойківський район. 2020 року у процесі адміністративно-територіальної реформи Бойківський район увійшов до складу Кальміуського району.

## Населення
За даними перепису 2001 року населення села становило 671 особу, з них 89,72 % зазначили рідною мову українську та 9,84 % — російську.

## Туризм
Село відоме завдяки своїй церкві, побудованій у 1864 році, у якій зберігається камінь із відбитком стопи начебто Богородиці, що приваблює паломників із багатьох куточків України. До церкви заборонений вхід у короткому одязі, як на ногах, так і на руках.
Також у селі є унікальне джерело — Джерело Конькове, вода в якому цілий рік має сталу температуру близько 10 °C. Туристи і паломники неодмінно в ньому купаються, бо, за повір'ям, це приносить очищення душі і тілу.

## Фотогалерея

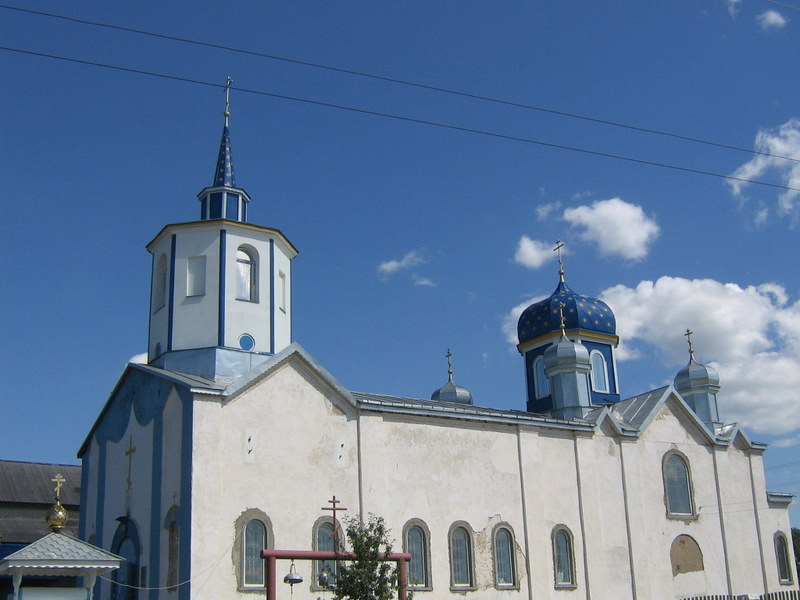
Церква
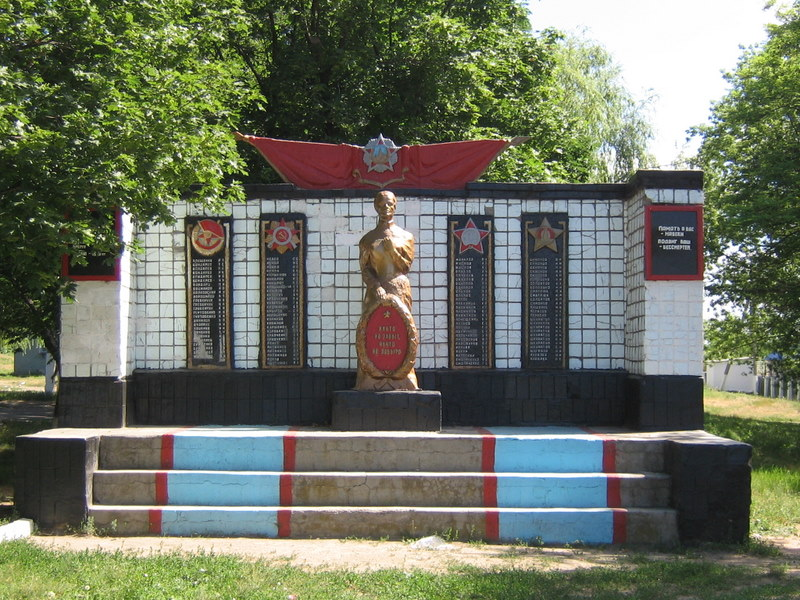
Пам'ятник загиблим односельчанам у Другій світовій війні
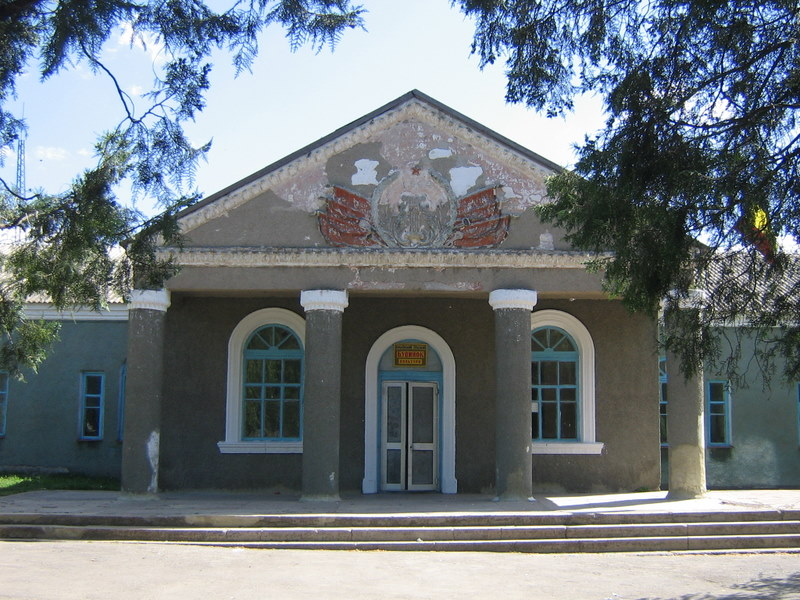
Сільський клуб
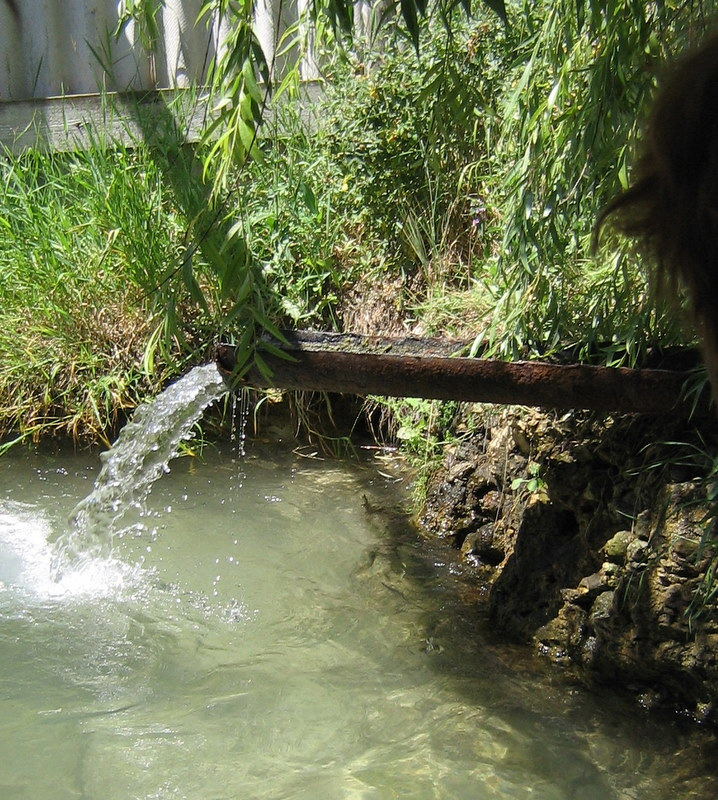
Джерело Конькове
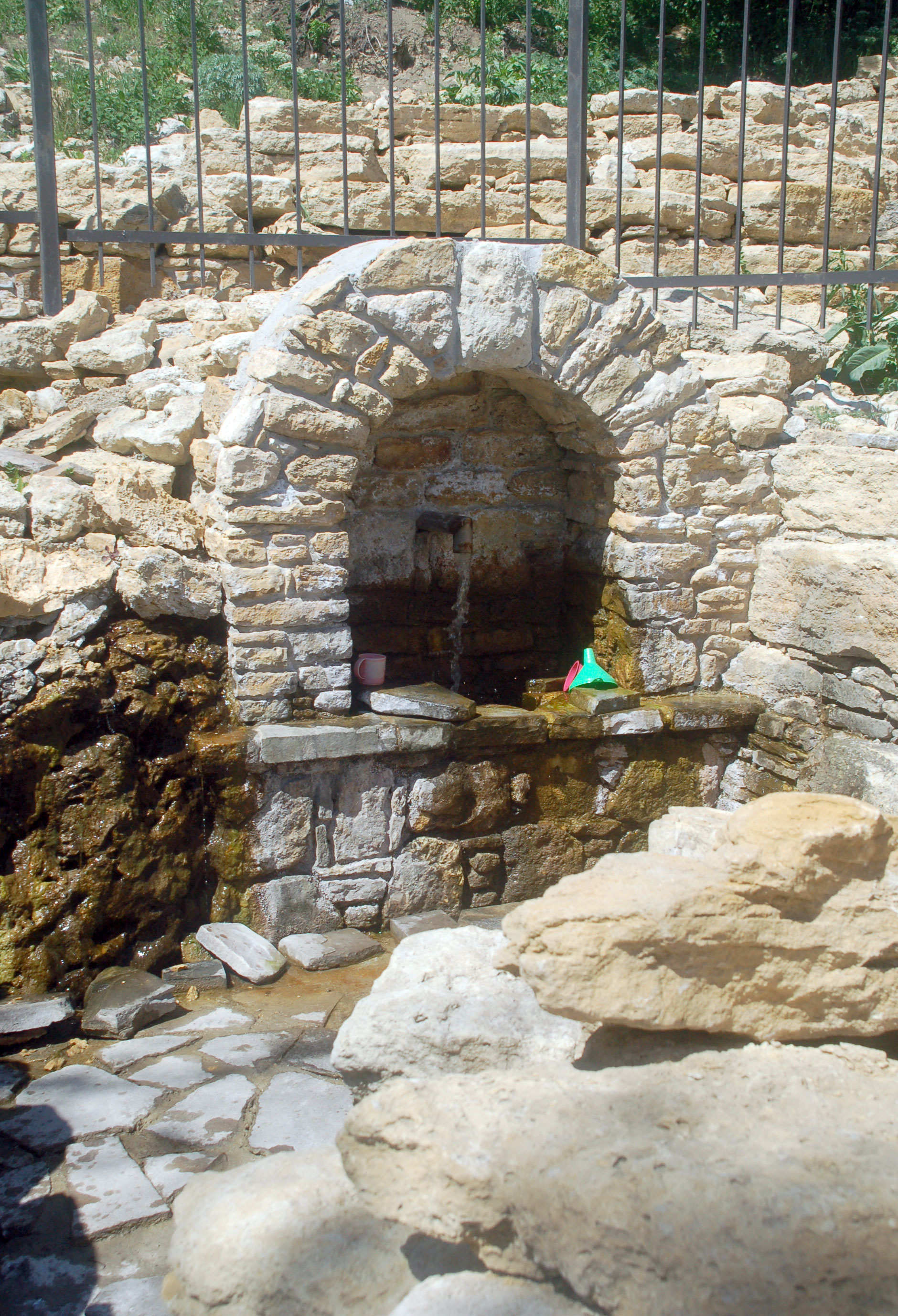
Джерело
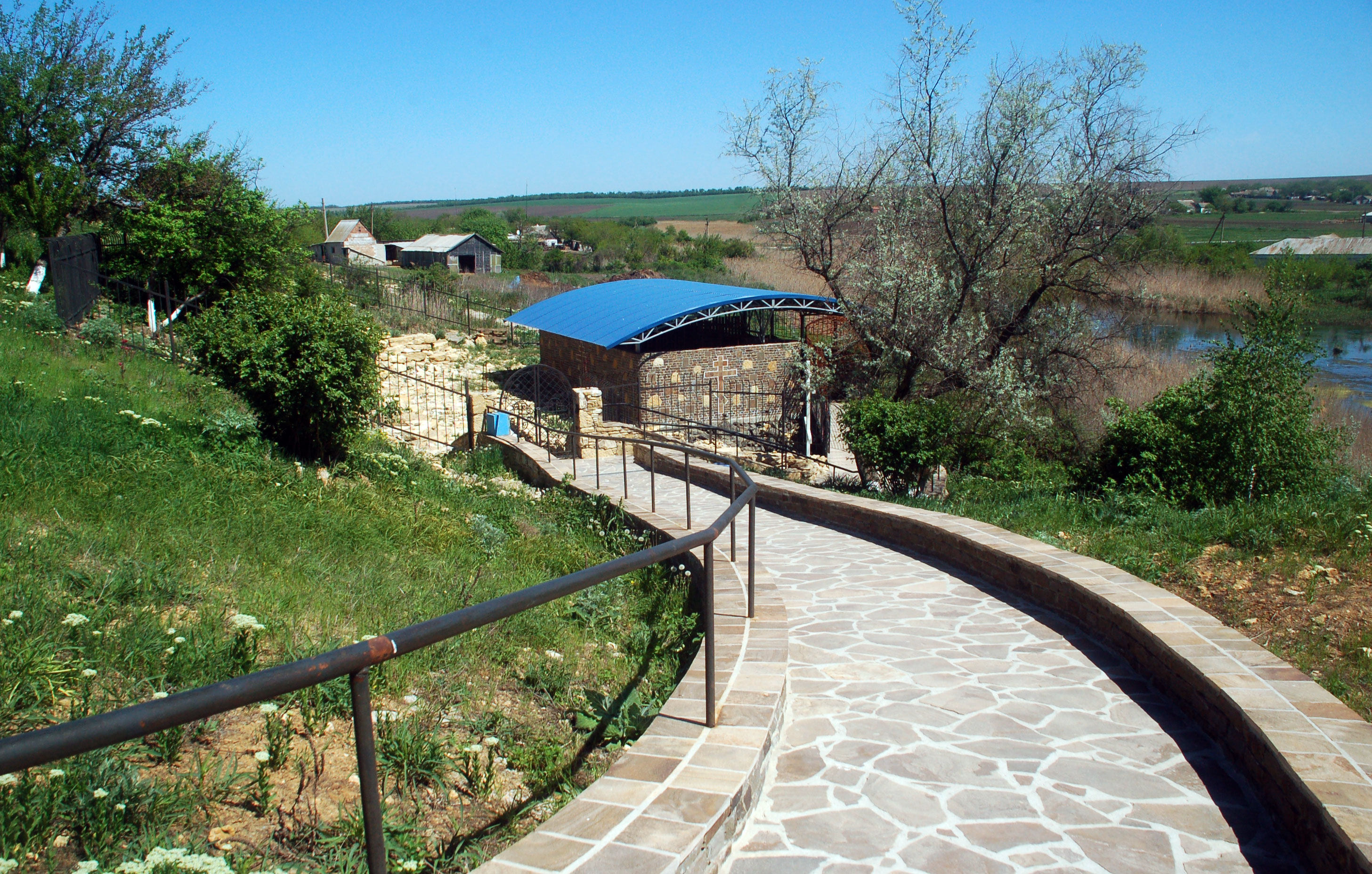
Стежка до купелі